# HD 80456
HD 80456，又名CD-50 4001，SAO 236824、HR 3703，是一颗恒星，视星等为5.26，位于銀經272.64，銀緯-1.18，其B1900.0坐标为赤經9h 14m 46.1s，赤緯-50° -1.18′ 49″。